# Alloporus annulipes
Alloporus annulipes är en mångfotingart som först beskrevs av Carl 1917.  Alloporus annulipes ingår i släktet Alloporus och familjen Spirostreptidae. Inga underarter finns listade i Catalogue of Life.